# أبو القاسم خمار
أبو القاسم خمار هو محمد بلقاسم خمار شاعر جزائري من مواليد مدينة بسكرة سنة 1931. تلقى تعليمه بمسقط رأسه ثم انتقل إلى معهد عبد الحميد بن باديس بقسنطينة حيث حصل على الإعدادية. انتقل إلى مدينة حلب السورية لمواصلة المرحلة الثانوية بدار المعلمين الابتدائية. لينتسب فيما بعد لجامعة دمشق، ويحصل على شهادة ليسانس في علم النفس من كلية الآداب قسم الفلسفة وعلم النفس.
عمل في حقل التعليم في سوريا أربع سنوات وفي الصحافة مسؤولاً بمكتب جبهة التحرير الوطني الجزائرية في دمشق، ثم في مؤسسة الوحدة للصحافة في دمشق محرراً مدة سنتين، ثم مستشاراً في وزارة الشباب الجزائرية، وفي وزارة الإعلام والثقافة الجزائرية مديراً ومسؤولاً عن مجلة ألوان ومستشاراً ثقافياً.
توفي رحمه الله في 14 من شهر أوت سنة 2024 عن عمر يناهز 94 سنة في ولاية بسكرة مسقط راسه

## إنتاجه
صدر للشاعر أبو القاسم خمار العديد من الدواوين الشعرية مثل :
- أوراق ديوان شعر من الشركة الوطنية للنشر والتوزيع 1967
- ظلال وأصداء ديوان شعر من الشركة الوطنية للنشر والتوزيع 1969
- ربيعي الجريح ديوان شعر من الشركة الوطنية للنشر والتوزيع ديوان شعر من الشركة الوطنية للنشر والتوزيع
- ملحمة البطولة والحب المؤسسة الوطنية للكتاب 1984.
- حالات للتأمل وأخرى للصراخ ديوان شعر من الشركة الوطنية للنشر والتوزيع.
- إرهاصات سرابية من زمن الاحتراق " - المؤسسة الوطنية للكتاب 1981.
- الجزائر ملحمة البطولة والحب - المؤسسة الوطنية للكتاب 1984.
- ياءات الحلم الهارب " - إصدار الاتحاد العام للأدباء والكتاب العرب - الأردن - عمان 1994.
- مواويل للحب والحزن " - إصدار اتحاد الكتاب العرب بسورية 1994
- مذكرات النساي (الشامية) إصدار اتحاد الكتاب العرب بسورية 1996